# パトリック・ピアース
パトリック・ヘンリー・ピアース（英: Patrick Henry Pearse, 愛: Pádraig Anraí Mac Piarais, 1879年11月10日 - 1916年5月3日）は、アイルランドの教師、民族主義者。1916年のイースター蜂起における中心人物として活動したが、英軍に捕らえられ処刑された。

## 急進的民族主義者
パトリック・ピアースはアイルランドの首都ダブリンで生まれた。父はコーンウォール出身の非国教会派の家に生まれカトリックに改宗した人物で、政治に関しては穏健な意見を持っていた。母はミース県出身で、アイルランド語を母語としていた。1896年にピアースはアイルランド語の復興を唱えるゲール語連盟に加入した。その後1903年には機関誌である『光の剣』の編集に携わっている。
ピアースの少年時代のヒーローは、ゲールの物語に登場するクー・フーリンなどであった。30歳頃になると、アイルランドの自治、そして独立を求め活動した共和主義者のリーダー達、ロバート・エメットやテオボールド・ウォルフ・トーンなどに強く惹かれるようになった。

## セント・エンダズ・スクール
反英的傾向を持つクリスチャン・ブラザーズで教育を受けたピアースには、独立国には固有の言語が存在するとの信念があった。彼にしてみれば、当時のアイルランドの教育システムは子供達をイギリス人としてか、従順なアイルランド人として育つかのどちらかであった。彼は、アイルランドの民族運動を高揚させるにはアイルランド語の復興を果たすことが最優先の課題であると考え、1908年にアイルランド語と英語で授業を行う学校、セント・エンダズ・スクールをダブリンに開校した。トーマス・マクダナーや弟のウィリー・ピアースの助けを借りて運営した学校は成功をおさめ、ピアースはさらにこの学校にうちこむようになった。より静かな環境での教育を望んだピアースは、ダブリンの南方ラスファーナムに学校を移転したが、費用がかさみ経済的な問題を抱え込むようになった。

## 義勇軍、IRB、イースター蜂起
1913年の11月ピアースはアイルランド義勇軍の会合に招待された。この組織は、アイルランドへの自治権付与を妨害するアルスター義勇軍に対抗するために設けられた。アイルランド自治法は上院で否決されたが、上院の権限を弱める議会法が成立していたため、自治法の成立も時間の問題となった。1914年、ピアースはアイルランド共和同盟（IRB）に加盟した。この団体はイギリスのアイルランド支配を解消し、共和国を打ち立てることを目的としていた。同年、彼はアイルランド義勇軍の軍事部門の指導者に就任し、IRBにおいても影響力を行使するようになった。1915年、ピアースはIRBの最高会議メンバー兼軍事委員として、第一次世界大戦に苦しむイギリス軍に対する反乱を計画するようになった。
1915年8月、ピアースはIRBの指導者トマス・クラークによって、武装蜂起のスポークスマン役に任命された。ドイツから調達した武器を乗せた船がイギリス海軍により撃沈されると、一時は武装蜂起の中止が検討されたが、ピアースらIRB指導部は復活祭当日を期して計画の発動を決定し、ピアースの名によりアイルランド義勇軍には演習のため招集するよう命令が下った。義勇軍の指導者オーエン・マクニールは場当たり的な蜂起に反対したため、義勇軍からは当初の計画の数分の一しか兵士が集まらなかった。ピアースはマクニールに代わる指揮官に任命された。
1916年4月24日月曜日、復活祭の当日、ダブリン市街地でイースター蜂起が開始された。旧式のライフル銃を持ちピアースなどに指揮された部隊は、中央郵便局を占領した。午後にはオコンネル通りでアイルランド共和国暫定政府の樹立が宣言され、ピアースは大統領に、ジェームズ・コノリーは副大統領に就任した。事前にアイルランド民族主義者の間に不穏な動きがあることを察知していた当局は、装備に勝るイギリス軍を投入して攻勢に出た。1週間ほどで蜂起部隊の敗北は明らかとなり、犠牲を抑えるためにピアースは英軍に降伏した。
このとき逮捕された14名の指導者たちは、通常の裁判ではなく軍法会議にかけられ、有罪が確定するとただちに銃殺された。厳しい処置が採られたのは、蜂起にドイツが協力していたこと、戦時中の反乱であったことが理由である。トマス・クラーク、トマス・マクドナー、パトリック・ピアースの3人がまず、5月3日にキルメイナム刑務所で処刑された。

## 評価

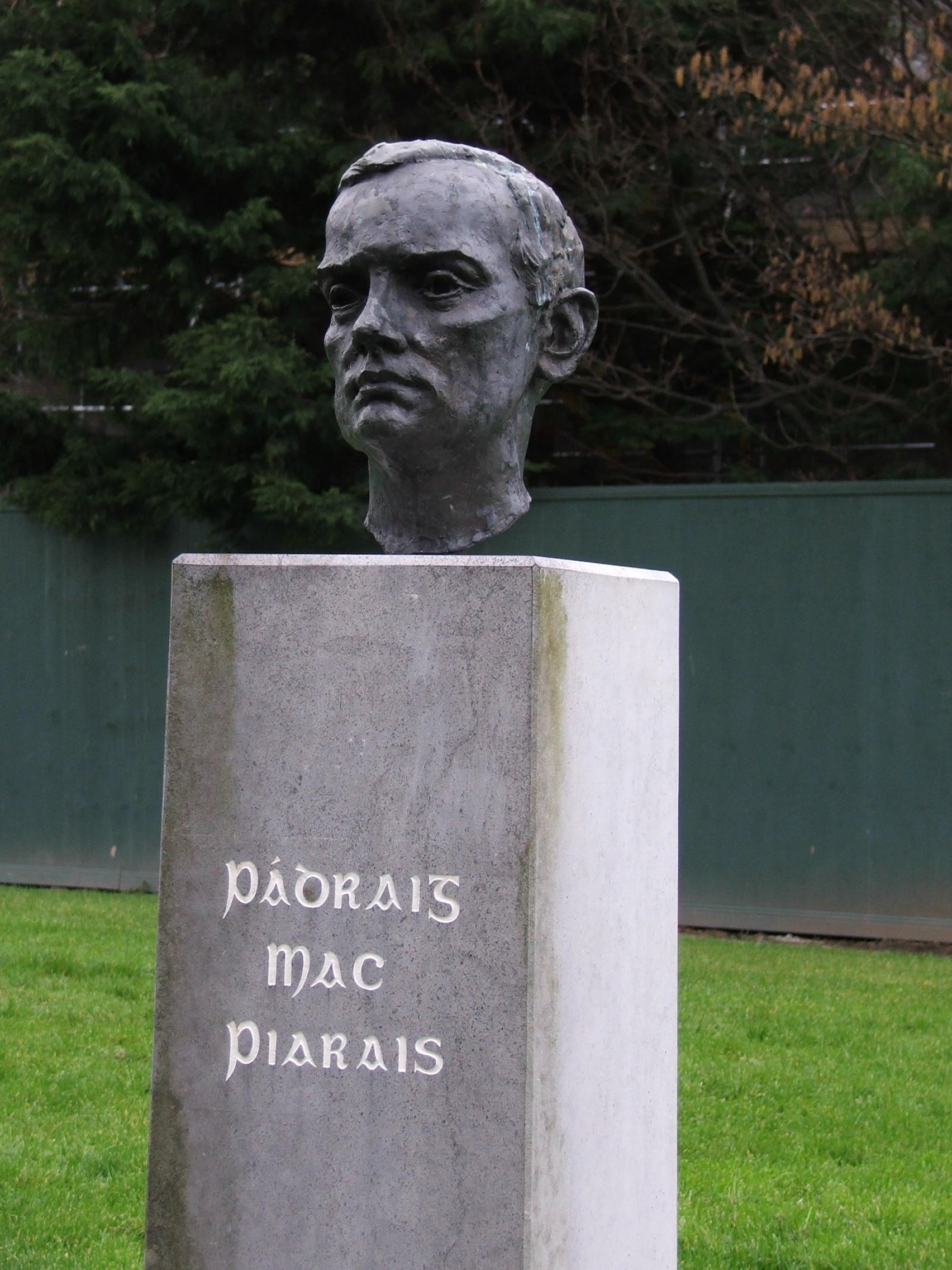
トラリーのパトリック・ピアース公園にあるピアースの胸像。アイルランド語でPadraig Mac Piaraisと名が記されている。

イースター蜂起は失敗に終わったものの、アイルランドの民族主義者の間では、カリスマ性と悲劇性を兼ね備えたピアースはアイルランド民族主義の象徴として尊敬を集めた。1960年代末から北アイルランド紛争が開始されると、ピアースの過激派としての側面に注目が集まり、批判的な論評も見られるようになった。これらの議論にもかかわらず、ピアースは現在のアイルランドで尊敬を集める人物であることに変わりはなく、彼の開いたセント・エンドズ・スクールは現在、ピアース博物館として彼の業績を記念している。